# Jozef Stalin
Jozef Stalin (Russisch: Иосиф Виссарионович Джугашвили, Iosif Vissarionovitsj Dzjoegasjvili, oorspronkelijke naam: Ioseb Besarionis dze Dzjoegasjvili, Georgisch: იოსებ ბესარიონის ძე ჯუღაშვილი) (Gori, Russische Rijk, 18 december [O.S. 6 december] 1878 – Koentsevo (nu Moskou), Sovjet-Unie, 5 maart 1953) was een Sovjet-Russisch politicus die in de jaren 1920 dictatoriale macht verwierf over de Sovjet-Unie en deze tot zijn dood in 1953 bleef behouden. Stalin was een van de bolsjewistische revolutionairen die meehielpen met de Oktoberrevolutie in Rusland. Van 1922 tot zijn dood in 1953 was hij officieel secretaris-generaal van de Communistische Partij van de Sovjet-Unie. Hoewel deze positie officieel verkozen werd, en in eerste instantie niet werd beschouwd als de hoogste positie binnen de Sovjet-Unie, slaagde Stalin erin steeds meer macht te krijgen na de dood van Lenin in 1924, en zette hij steeds meer oppositiebewegingen binnen de Communistische Partij op een zijspoor. Doordat hij deze machtsstrijd won, kreeg Stalin autocratische en zelfs dictatoriale macht over de Sovjet-Unie.
Leon Trotski, de grootste criticus van Stalin en zijn beleid, werd uit de Sovjet-Unie verbannen in 1929, en in 1940 in Mexico door een agent van de Russische geheime dienst vermoord. Van 6 mei 1941 tot 5 maart 1953 was Stalin tevens premier van de Sovjet-Unie.
Onder Stalins bewind versnelde de industrialisatie van de Sovjet-Unie en groeide het land uit van een achtergebleven boerenmaatschappij tot een wereldmacht. Door zijn daadkrachtige en centrale optreden, zijn succesvolle bestrijding van het analfabetisme, het verslaan van nazi-Duitsland, de elektrificatie van zijn land en een zorgvuldig geregisseerde volksverering rond zijn persoon is hij nog altijd populair bij grote delen van de Russische bevolking.
Aan de andere kant bewerkstelligde zijn meedogenloze totalitaire bewind tevens, direct en indirect, vele miljoenen slachtoffers onder de Russen en andere volkeren. Massa's mensen stierven tijdens hongersnoden zoals de Holodomor in Oekraïne en de hongersnood in Kazachstan. Politieke tegenstanders werden op grote schaal "weggezuiverd" en gedeporteerd naar de goelags. Velen stierven daar onder erbarmelijke omstandigheden. De schattingen van het totaal aantal mensen dat tijdens het bewind van Stalin een onnatuurlijke dood stierf lopen uiteen van 9 miljoen tot 20 miljoen.

## Levensloop

### Vroege jaren

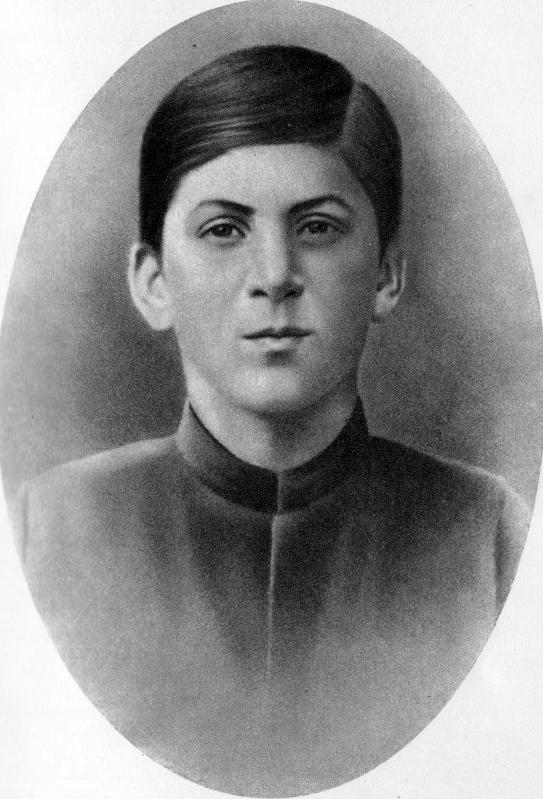
Stalin als 15-jarige in 1894

Jozef Stalin werd geboren als Ioseb Besarionis dze Jughashvili. Hij was zoon van een schoenmakersknecht in het Georgische plaatsje Gori (gouvernement Tiflis). Het gezin leefde onder armoedige omstandigheden en de andere kinderen van het gezin stierven op jonge leeftijd. Stalin kwam met de aangeboren voetafwijking syndactylie ter wereld. De zeldzame keren dat zijn vader thuis was, mishandelde hij de jonge Jozef en zijn moeder. Stalin zou een paar keer bijna zijn doodgeslagen, maar na het vertrek van zijn vader kwam er rust in het gezin. Stalin bezocht het Russisch-orthodoxe seminarie in Tiflis, waar het onderwijs indertijd beter was dan op andere scholen. In 1899 werd hij van de opleiding verwijderd wegens niet afgelegde examens en het koesteren van revolutionaire ideeën.

### Huwelijk en gezin
Stalins eerste echtgenote, Kato Svanidze, overleed in 1907, slechts één jaar na hun huwelijk in 1906.:185 Volgens een van zijn vrienden sprak Stalin na de begrafenis: "Dit schepsel wist mijn stenen hart zachter te maken, maar ze is gestorven en met haar stierven mijn laatste warme gevoelens voor het mensdom".:221 Stalin en Kato hadden een zoon, Jakov Dzjoegasjvili, met wie Stalin in latere jaren nauwelijks omgang had. Jakov probeerde zich neer te schieten vanwege Stalins hardheid tegen hem, maar hij overleefde de zelfmoordpoging. Stalins commentaar: "Hij kan niet eens goed schieten". Jakov diende in het Rode Leger gedurende de Tweede Wereldoorlog en werd door de Duitsers gevangengenomen. Zij boden aan hem te ruilen voor veldmaarschalk Friedrich Paulus, die zich na Stalingrad had overgegeven, maar Stalin sloeg het aanbod af met de uitspraak "een luitenant is niet even veel waard als een generaal". Volgens anderen luidde zijn antwoord: "Ik heb geen zoon". Stalin was bang dat Jakov hem zou verraden, maar Jakov pleegde mogelijk zelfmoord zonder iets over hem te hebben prijsgegeven. Nadien gaf Stalin vol spijt toe dat de jongen een "echte man" was geweest.:389
Stalin kreeg bij zijn tweede vrouw Nadezjda Alliloejeva nog een zoon, Vasili Stalin, en een dochter, Svetlana Alliloejeva. Nadezjda kwam in 1932 aan haar einde door zichzelf neer te schieten, na een ruzie met haar man, die met een andere vrouw flirtte op een feestje, een briefje achterlatend dat volgens Svetlana "deels persoonlijk, deels politiek" van aard was. Vasili diende bij de Sovjetluchtmacht en stierf in 1962, volgens officiële bronnen aan alcoholisme. Hij onderscheidde zich in de Tweede Wereldoorlog als een capabele vlieger. Svetlana emigreerde in 1967 naar de Verenigde Staten.

### Van seminarist tot bolsjewiek

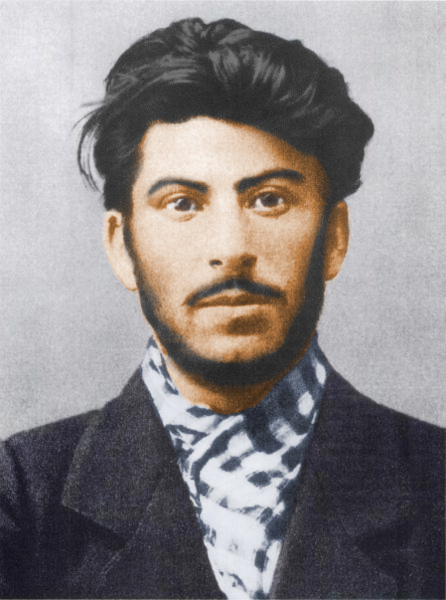
Stalin als 23-jarige in 1902

Stalin las heimelijk teksten over Karl Marx en na vijf jaar priesterstudie werd hij van het seminarie verwijderd vanwege zijn revolutionaire denkbeelden. Hij kwam in contact met de bolsjewieken en nam aanvankelijk de schuilnaam Koba aan, dat in het plaatselijke dialect "de onbedwingbare" betekent. Later, toen hij op nationaal niveau opereerde, zou hij zich Stalin laten noemen, wat een verbastering is van het woord staal (en dus "man van staal" betekent), omdat hij meende dat een Georgische naam op nationaal niveau niet sympathiek zou worden ontvangen.
Hij zat enige malen gevangen en werd ook verbannen, maar in 1903 wist hij te ontsnappen uit zijn verbanningsoord Novaja Oeda (nu in Oest-Orda Boerjatië) in Siberië. In 1904 sloot hij zich aan bij Lenins bolsjewistische vleugel binnen de Russische Sociaal Democratische Arbeiderspartij (RSDAP). Als gedelegeerde van de partij woonde hij conferenties te Tampere (1905) en Stockholm (1906) bij. Stalin en zijn groep revolutionairen vormden de belangrijkste geldbron van Lenin en zijn bolsjewisten, door bankovervallen, roofovervallen, afpersing van industriëlen (met name in Bakoe en omgeving) te plegen, 'bescherming' te bieden aan mijnbedrijven en piraterij op veerboten in het gehele gebied van de Kaukasus. Na de Revolutie van 1905 stelde de bolsjewistische factie een verbod in op bankovervallen en ontvoeringen om de mensjewieken te paaien wegens de besprekingen tussen de bolsjewieken en de mensjewieken over de hereniging van de RSDAP. Om dit verbod stapte Stalin uit de partij. Kort daarna werd dit het verbod op bankovervallen opgeheven, toen de hereniging er niet kwam. Stalin organiseerde verschillende overvallen en ontvoeringen tot zijn arrestatie in 1905. Vooral de Tiflis-bankoverval van 1907 is bekend. Tussen 1908 en 1917 werd Stalin zeven keer gearresteerd en ontsnapte hij vijf keren.
Stalin ontwikkelde zich tot kenner van de niet-Russische volkeren, en werd als zodanig door Lenin gerespecteerd. In 1912 vestigde hij zich korte tijd in Wenen en schreef samen met Nikolaj Boecharin een boekje over het nationaliteitenvraagstuk in Rusland. In dat jaar werd hij in het Centraal Comité gekozen. Terug in Rusland werd hij gearresteerd en naar de Siberische stad Narym verbannen. Hij wist echter al snel weer te ontsnappen. Op 23 februari 1913 werd hij opnieuw gearresteerd en via Krasnojarsk in september naar het dorpje Kostino bij de Midden-Siberische stad Toeroechansk gebracht, waar hij onder strenge politiebewaking werd geplaatst. In maart 1914 werd hij naar het arctisch gebied gebracht, naar het dorpje Koerejka ten noorden van de noordpoolcirkel en onder nog zwaardere politiebewaking gesteld. Later werd hij weer overgeplaatst naar Toeroechansk, waar hij tot de Februarirevolutie (1917) verbleef.

### Russische Revolutie en Burgeroorlog
Na de Februarirevolutie van 1917 werd de ballingschap van Stalin opgeheven. Hij vestigde zich in Petrograd. Op 28 maart werd Stalin redacteur bij de Pravda. Toentertijd zaten Lenin en de rest van de bolsjewistische leiding in het buitenland. Stalin en de nieuwe redactie namen een meewerkende houding aan ten opzichte van de Voorlopige Regering. Stalin weigerde om artikelen van Lenin die opriepen tot de omverwerping van de Voorlopige Regering te plaatsen in de Pravda. Na de partijconferentie in april 1917 koos de meerderheid van het partijbestuur de kant van Lenin. Ook Stalin nam de mening van Lenin over. Bij de partijconferentie werd Stalin gekozen in het Centraal Comité van de Bolsjewistische Partij.:271-272
Na de Oktoberrevolutie, die de bolsjewisten aan de macht bracht, werd Stalin benoemd tot volkscommissaris (minister) van Nationaliteiten. Gedurende de Russische Burgeroorlog (1918-1924) trad hij op als militair organisator en politiek commissaris in het Rode Leger. Hij wist als commandant de stad Tsaritsyn (later Stalingrad, nu Volgograd) te verdedigen met onbarmhartige meedogenloosheid, zowel tegen de Witten als tegen interne tegenstanders. In deze periode kwam Stalin tot de overtuiging dat de dood het meest effectieve en simpelste politieke middel was. Stalin gaf opdracht voor de moord op voormalige tsaristische officieren die door Trotski in het Rode Leger waren gehaald, wat leidde tot grote frictie tussen Stalin en Trotski. Op het platteland in de buurt van Tsaritsyn liet Stalin verschillende dorpen tot de grond toe afbranden om verzet van boeren te breken. In mei 1919 werd Stalin uitgezonden naar het front in de buurt van Petrograd. Om de massale desertie en ongehoorzaamheid binnen het Rode Leger te verminderen, liet Stalin deserteurs en ongehoorzame Rode soldaten publiekelijk executeren. In maart 1919 werd Stalin als een van de vijf leden in het zojuist opgerichte politbureau van de Russische Communistische Partij gekozen.
Tijdens de Pools-Russische Oorlog werd Stalin in mei 1920, na de inname van Kiev door de Polen, benoemd tot politiek commissaris van het zuidoostelijk front. Het Politbureau had opdracht gegeven tot de verovering van Polen om de revolutie naar het westen te verspreiden. Toen Stalin bevel kreeg om de militaire bevelhebber van het Westelijk front, Michail Toechatsjevski, te steunen, weigerde hij dit totdat het te laat was. Dit leidde tot het debacle bij Warschau. Toechatsjevski bekritiseerde Stalin hierom. Lenin bemiddelde echter en haalde Stalin terug naar Moskou. Dit deed hij wel op een eervolle wijze, zodat Stalin geen gezichtsverlies leed. Tijdens het Negende Partijconferentie op 22 september 1920 bekritiseerde Trotski openlijk Stalins acties tijdens de oorlog. Stalin werd beschuldigd van ongehoorzaamheid, persoonlijke ambitie, militaire incompetentie en als iemand die alleen streefde naar het vergroten van zijn eigen reputatie.
Lenin maakte het tijdens het Tiende Partijcongres in 1921 verboden om facties binnen de partij te vormen. Dit verbod werd jaren later door Stalin gebruikt om de macht naar zich toe te trekken. Op hetzelfde congres verving Lenin het oorlogscommunisme met de Nieuwe Economische Politiek (NEP).

### Secretaris-generaal
Toen Lenin besloot zich meer toe te leggen op het landsbestuur, verkreeg Stalin in april 1922 het ambt van secretaris-generaal van de partij. Niemand wist toen dat dit ambt zou uitgroeien tot het belangrijkste en machtigste ambt in de Sovjet-Unie. Stalin behield zijn post bij het Orgburo en het Commissariaat voor Nationaliteitenzaken. Door zijn functies wist Stalin steeds meer aanhangers en vertrouwelingen op belangrijke posten te plaatsen. Stalin wist hierdoor geleidelijk aan zijn macht te consolideren. Als secretaris-generaal had hij de bevoegdheid mensen binnen de Partij posities te geven of te ontnemen.
Stalin voerde een centralistisch beleid ten opzichte van de Georgische Socialistische Sovjetrepubliek. Dit leidde in 1922 tot de Georgische Affaire waarbij Stalin de lokale Georgische partijafdeling hard onderdrukte. Ook de Augustusopstand van 1924 werd hard door Stalin onderdrukt. Lenin kwam in verzet tegen Stalins beleid tegenover Georgië, want hij vond dat de verschillende Sovjet-staten ruimte moesten hebben voor eigen beleid. Lenin had een afkeer van het Groot-Russische chauvinisme van Stalin.

### Machtsstrijd
Nadat Lenin politiek inactief werd door gezondheidsproblemen, ontstond er een strijd tussen Trotski en Stalin over de opvolging van Lenin. Op een dag gaf Stalin een uitbrander richting de vrouw van Lenin, omdat zij de afspraak had genegeerd om te zorgen dat Lenin geen contact had over politiek met Trotski en andere bolsjewistische bestuurders. Toen Lenin dit te weten kwam, was hij woedend op Stalin. Lenin was negatief over Stalin in de documenten die later bekend zouden worden als Lenins Testament. Tijdens de ziekte van Lenin werkte Stalin nauw samen met Lev Kamenev en Grigori Zinovjev tegen de invloed van Trotski. Het samenwerkingsverband van Stalin, Kamenev en Zinovjev staat bekend als de trojka. Trotski had de groep Linkse Oppositie opgericht die pleitte voor industrialisatie en afzwakking van de NEP.
Lenin stierf in januari 1924. Lenin kreeg een grootse begrafenis en zijn lichaam werd gebalsemd en publiekelijk tentoongesteld. Mede dankzij Kamenev en Zinovjev besloot het Centraal Comité om Lenins Testament niet openbaar te maken. Op het Dertiende Congres van de Communistische Partij in mei 1924 werd uit het Testament van Lenin voorgelezen aan de provinciale afgevaardigden. Trotski nam geen acties om het Testament te publiceren in kranten aan de bevolking.:233 Stalin begon een alliantie met Nikolaj Boecharin, waarbij Stalin aan Boecharin een positie in het Politbureau gaf bij het Dertiende Partijcongres. De trojka en het rechtse kamp rond Boecharin pleitte voor de voortzetting van de NEP.
Stalin begon te pleiten voor socialisme in één land dat inhield dat de bolsjewieken zich zouden moeten concentreren op het bouwen van communisme in de Sovjet-Unie en dat zij weinig tot geen inspanningen moesten verrichten voor het beginnen van een wereldrevolutie. Stalin kwam hiermee in conflict met intellectuelen die internationale contacten hadden, zoals Trotski, Kamenev en Zinovjev. De laatste drie vormden een Verenigde Oppositie tegen Stalin, waarbij zij eisten om grotere vrijheid van meningsuiting en de opheffing van het verbod op facties die was ingesteld door Lenin in 1921. De Verenigde Oppositie probeerde om steun te krijgen door middel van openbare demonstraties. Hiermee werd Stalin steeds meer gezien als de ideologische erfgenaam van Lenin door zijn steun aan het factieverbod. Trotski, Kamenev en Zinovjev werden uit het Centraal Comité gezet in oktober 1927. Op 14 november 1927 werden Trotski en Zinovjev uit de partij gezet, terwijl Kamenev in december werd geroyeerd. Kamenev en Zinovjev werden zes maanden later weer opgenomen door de partij, nadat zij een excuusbrief hadden geschreven aan Stalin. Trotski weigerde om zich te verontschuldigen en mocht daarom geen lid worden van de Communistische Partij. Trotski leefde in ballingschap in Alma-Ata en werd uit de Sovjet-Unie verbannen in januari 1929.
Nadat de Verenigde Oppositie was uitgeschakeld, maakte Stalin een draai in zijn economisch beleid. Stalin sprak zich nu openlijk uit voor collectivisering en planeconomie. De planeconomie versnelde het proces van industrialisatie. Dit kwam neer op het economisch programma van Trotski. Hierdoor kreeg Stalin een sterke machtsbasis onder de tegenstanders van de Nieuwe Economische Politiek.:258 Aan het einde van 1927 begon Stalin te pleiten voor collectivisering van de landbouw. Veel communisten steunden de onteigeningen, maar Nikolaj Boecharin en premier Aleksej Rykov waren er tegen. Boecharin bekritiseerde Stalins plannen voor een snelle industrialisatie, gefinancierd door de onteigeningen van rijkere mensen en ondernemers, terwijl Boecharin pleitte voor het behoud van de NEP. Stalin beschuldigde Boecharin van het organiseren van een factie binnen de partij, wat verboden was door Lenin in 1921. De andere leden van het Politbureau steunden Stalin, waardoor Boecharin werd gelabeld als een “rechtse afwijker” van de marxistisch-leninistische principes. Boecharin werd verwijderd uit het Politbureau in november 1929.:265 Het landbouwbeleid van Stalin werd ook bekritiseerd door Michail Kalinin. In de zomer van 1930 maakte Stalin bekend dat Kalinin overheidsgeld had verduisterd dat hij uitgaf aan zijn minnares. Kalinin smeekte om vergeving en werd hiermee ondergeschikt gemaakt aan Stalin. Op 30 september 1930 stelde Stalin voor om premier Rykov te ontslaan. Op 19 december werd Rykov ontslagen door het Centraal Comité van de Partij en hij werd vervangen door Molotov.:60-64
In snel tempo ontwikkelde de industrie zich tot een niveau waarop zij zich kon meten met die van het Westen. Dit resultaat werd grotendeels bereikt door de massale inzet van dwangarbeiders. Ook de gedwongen volksverhuizingen in de Sovjet-Unie, die al in 1920 waren begonnen en tot 1950 zouden doorgaan, hielpen hierbij, hoewel het voornaamste doel ervan de etnische herschikking van de bevolking was.
De collectivisering van de landbouw, die werd doorgevoerd om het nieuwe leger van industrie-arbeiders te voeden, was echter minder succesvol. In de beginfase lieten veel boeren hun vee massaal slachten, zodat het geen staatseigendom kon worden en de prijzen omhoog gingen. Hierdoor konden de boeren meer winst maken. Het wordt ook gezien als de drijfveer om de boerderijen te collectiviseren. Door de collectivisering kwamen kolchozen (collectieve boerengemeenschappen) en sovchozen (staatsboerderijen) tot stand. De 'rijkere' zelfstandige boeren, door de Sovjetpropaganda veelal als koelakken (uitbuiters) betiteld, werden vermoord of opgepakt en weggevoerd naar werkkampen (goelag) of gevangenissen. Uiteindelijk werd iedere boer die ook maar ten minste één stuk vee had, zoals een paard, koe of varken, of die een of meer andere keuterboeren voor hem betaald liet werken, bestempeld tot koelak en dus vervolgd. Deze boeren stonden vaak in hoog aanzien in traditionele gemeenschappen. Hun bemiddelende rol in hun (niet-Russische) gemeenschappen werd vervolgens ingevuld door Russische partijleden: "russificatie".
Medio 1935 werd Stalin gekozen als voorzitter voor de commissie die de Grondwet van de Sovjet-Unie van 1936 ging schrijven. Er was een goede oogst binnengehaald, na misoogsten in de voorgaande jaren, het eerste vijfjarenplan was succesvol afgesloten en de collectivisatie van het boerenbezit was afgerond. Met de overwinning van het socialisme was er, aldus Stalin, "niemand meer om te vechten" en kon de dictatuur van het proletariaat worden versoepeld. Op 5 december 1936 trad de nieuwe grondwet in werking.
Stalin wist als secretaris-generaal van de communistische partij in 1919 langzaam maar zeker op te klimmen. Na de dood van Lenin in 1924 was Stalin nog geen absoluut heerser. Dit zou hij begin jaren 30 worden door al zijn tegenstanders weg te zuiveren door middel van zijn zuiveringspolitiek, onder meer tijdens de Moskouse schijn- en showprocessen.

### De Grote Zuivering
De moord op Sergej Kirov (1934) luidde het begin van 'De Grote Zuivering' in. Binnen enkele uren na de dood van Kirov, verklaarde Stalin dat de daders afkomstig waren uit de kringen rondom Grigori Zinovjev.:160 Lev Kamenev en Zinovjev werden gearresteerd en bekenden om lange gevangenisstraffen te ontlopen dat ze een sfeer geschapen hadden waarbinnen de moord op Kirov had kunnen plaatsvinden. Zij werden veroordeeld tot respectievelijk vijf tot tien jaar. Honderden mensen, verbonden met de oppositiebeweging van Kamenev en Zinovjev, werden gearresteerd.:316 Eind 1935 opende Stalin de zaak opnieuw. Kamenev en Zinovjev werden opnieuw ondervraagd en zij moesten Trotski van medeplichtigheid beschuldigen. In juli 1936 beloofde Stalin persoonlijk aan Kamenev en Zinovjev dat er geen executies kwamen en dat er geen vervolging van hun families kwam als zij bekenden dat ze deelnamen aan een samenzwering, georganiseerd door Trotski. Deze belofte werd verbroken, want Kamenev en Zinovjev werden wel geëxecuteerd.:188-193 Bij de rechtszaak hadden Kamenev en Zinovjev beschuldigingen geuit tegen Boecharin. In maart 1938 werd Boecharin met geweld gedwongen om een brief te ondertekenen waarin net werd gedaan alsof Boecharin onderdeel was van een samenzwering tegen Stalin. Boecharin werd later geëxecuteerd. Stalin liet daarna Jezhov vervangen door Lavrenti Beria.:368
De Grote Zuivering was een heksenjacht: voormalige oppositieleiders binnen de partij, staatshoofden, premiers en partijleiders van deelrepublieken, geestelijken, intellectuelen, kunstenaars, trotskisten (aanhangers van Trotski), zinovjevisten (aanhangers van Zinovjev), rechtsen, maar ook gewone burgers werden het slachtoffer van Stalins 'zuiveringen'. Bijna de halve legerleiding, waaronder de geniale maarschalk Michail Toechatsjevski, werd terechtgesteld. De goelags zaten overvol.
Reeds sinds 1929 werden de kerken, de islam en andere godsdiensten vervolgd. Stalin, een voormalig seminarist, had zich in zijn privé-uitspraken echter nooit kleinerend uitgelaten over de kerk, maar omdat hij zich alleenheerser achtte, duldde hij geen god naast zich. Het marxisme-leninisme gaf hem de theoretische basis om de godsdienst in het algemeen te vervolgen. Daarvoor in de plaats kwam een persoonsverheerlijking met religieuze trekken. Op schilderijen werd Stalin afgebeeld als een Christus.
Intussen kwam het stalinisme van de grond. Het stalinisme was een mengeling van orthodox marxisme-leninisme, burgerlijke moraliteit, heldenverering en verering van de Leider (Stalin). Belangrijk onderdeel van het stalinisme was ook het socialistisch realisme. Deze kunstvorm maakte een einde aan de kunstzinnige experimenten die zo populair waren in het Rusland van kort vóór en kort ná de revolutie. Men moest begrijpelijke, realistische kunst maken.
In 1936 kreeg de USSR een nieuwe grondwet. In deze grondwet - neemt men haar letterlijk, dan is ze de meest democratische ter wereld - volgde een opsomming van de traditionele burgerlijke vrijheden, zoals vrijheid van meningsuiting, vereniging en godsdienst. Dit behoorde tot de ironie van het stalinisme: alles mag, niets mag. De verkiezingen van dat jaar brachten een overwinning met zich mee voor de stalinistische kandidaten. Hoewel partijvorming volgens de grondwet was toegestaan, deed alleen de CPSU (Communistische Partij van de Sovjet-Unie) aan de verkiezingen mee.

### Tweede Wereldoorlog
Rond 1938 hielden de grote zuiveringen op: zo plotseling als ze waren begonnen, zo plots werden ze beëindigd. Stalins koers veranderde langzaam maar zeker. Nikolaj Jezjov, die als NKVD-Volkscommissaris de Grote Zuiveringen had uitgevoerd, eens de nummer 2 van het regime na Stalin, werd uit zijn functie gezet, gearresteerd, berecht en ter dood gebracht. In 1939 verving hij minister van Buitenlandse Zaken Maksim Litvinov door Vjatsjeslav Molotov, die sinds 1930 tevens premier van USSR was. Litvinov, een gematigd man, probeerde als minister toenadering te zoeken tot het Westen om een blok te vormen tegen het nationaalsocialisme in Duitsland (Hitler) en het fascisme in Italië (Mussolini).
Toen dit mislukte, zorgde Stalin voor een verrassende wending. Op verzoek van Duitsland kwam het Molotov-Ribbentroppact (een wederzijds niet-aanvalsverdrag) tot stand op 24 augustus 1939, waarmee het begin van de Tweede Wereldoorlog onafwendbaar geworden was, hetgeen ook Stalins bedoeling was (`laat onze vijanden elkaar maar verslinden`). Na de Duitse inval in Polen op 1 september 1939 (een week na tekening van het pact) viel op 17 september 1939 de Sovjet-Unie op haar beurt Oost-Polen binnen, overeenkomstig de geheime afspraken van het Molotov-Ribbentroppact. De Duitsers kregen West-Polen, de USSR Oost-Polen (oktober 1939) wat overeenkwam met het deel van Polen dat vóór de Eerste Wereldoorlog ruim een eeuw tot het toenmalige Rusland had behoord. Stalin gaf vervolgens in 1940 opdracht om vele duizenden Poolse krijgsgevangen (met name alle Poolse officieren) en intellectuelen te vermoorden, onder andere in Katyn. De meeste graven zijn nog steeds niet gevonden. In de winter van 1939 viel het Rode Leger Finland binnen. Hoewel de Finnen zich hevig verzetten, moesten zij in de lente van 1940 de wapens neerleggen en vrede sluiten. Grote stukken van Oost-Finland (Karelië) vielen in handen van de Russen. In de loop van 1940 volgden de Baltische Staten.
Door het politieke pact hoefde Hitler minder troepen bij de grens met de Sovjet-Unie te stationeren. Hierdoor had Hitler meer troepen voor de verovering van Noorwegen, Denemarken, Nederland, België, Luxemburg en Frankrijk, plus meer troepen voor de mislukte aanval op Groot-Brittannië. Naast het politieke pact werd de economische samenwerking tussen Duitsland en de Sovjet-Unie vergroot. Hitler had voornamelijk de aardolie, graan en andere grondstoffen nodig voor de oorlogsvoering, inclusief voor de Duitse inval van de Sovjet-Unie. De Sovjet-Unie ontving steenkool en machines voor fabrieken, maar ook militaire technologie zoals vliegtuigen, geschuttorens, het slagschip Lützow en tekeningen van slagschip Bismarck.
De troepensamentrekkingen van ruim vijf miljoen Duitse soldaten op bevel van Hitler bij de grens met de Sovjet-Unie en berichten van Russische diplomaten over een ophanden zijnde Duitse aanval maakten Stalin weliswaar bezorgd, maar hij vreesde het slachtoffer te worden van een Brits complot (destijds het Britse wereldrijk) dat Rusland en Duitsland tegen elkaar wilde opzetten om de Britse hegemoniale positie in de wereld te verbeteren en bleef tegen beter weten in hopen dat een oorlog zou uitblijven. Op 22 juni 1941 viel Duitsland echter toch de Sovjet-Unie binnen (Operatie Barbarossa).
Aanvankelijk reageerde Stalin niet. Hij had al rekening gehouden met oorlog maar niet zo snel en werd door Hitler verrast. De schok nam nog toe toen de Duitsers enorme overwinningen op de Sovjetlegers boekten en oprukten naar Riga, Leningrad, Minsk en Kiev. De eerste dagen van de oorlog trok hij zich in zijn datsja terug. Toen de overige leden van het Centraal Bureau naar zijn datsja kwamen om hem te smeken maatregelen te nemen, meende Stalin aanvankelijk dat ze hem kwamen arresteren.
Stalin herpakte zich en nam inderdaad zijn maatregelen. Hij reorganiseerde de Sovjet-Russische samenleving tot een volledige oorlogseconomie, met hemzelf als symbool van onverzettelijkheid. De grootscheepse evacuatie van honderden industrieën vanuit het door de Duitsers bedreigde westen naar het Oeral-gebergte en nog oostelijker, was beslissend voor het winnen van deze oorlog. Militair ging het minder goed; pas toen de Russische winter inviel, liep de Duitse inval vast. Stalin betaalde nu de prijs voor de Grote Zuivering; er waren vrijwel geen ervaren capabele militaire officieren meer. Begin december 1941 stond het Duitse leger voor Moskou. De voorste Duitse spitsen kwamen tot 30 km afstand en konden het Kremlin al in de verte zien liggen. Het regeringsapparaat werd verplaatst naar Koejbysjev (Samara), maar Stalin weigerde Moskou te verlaten.

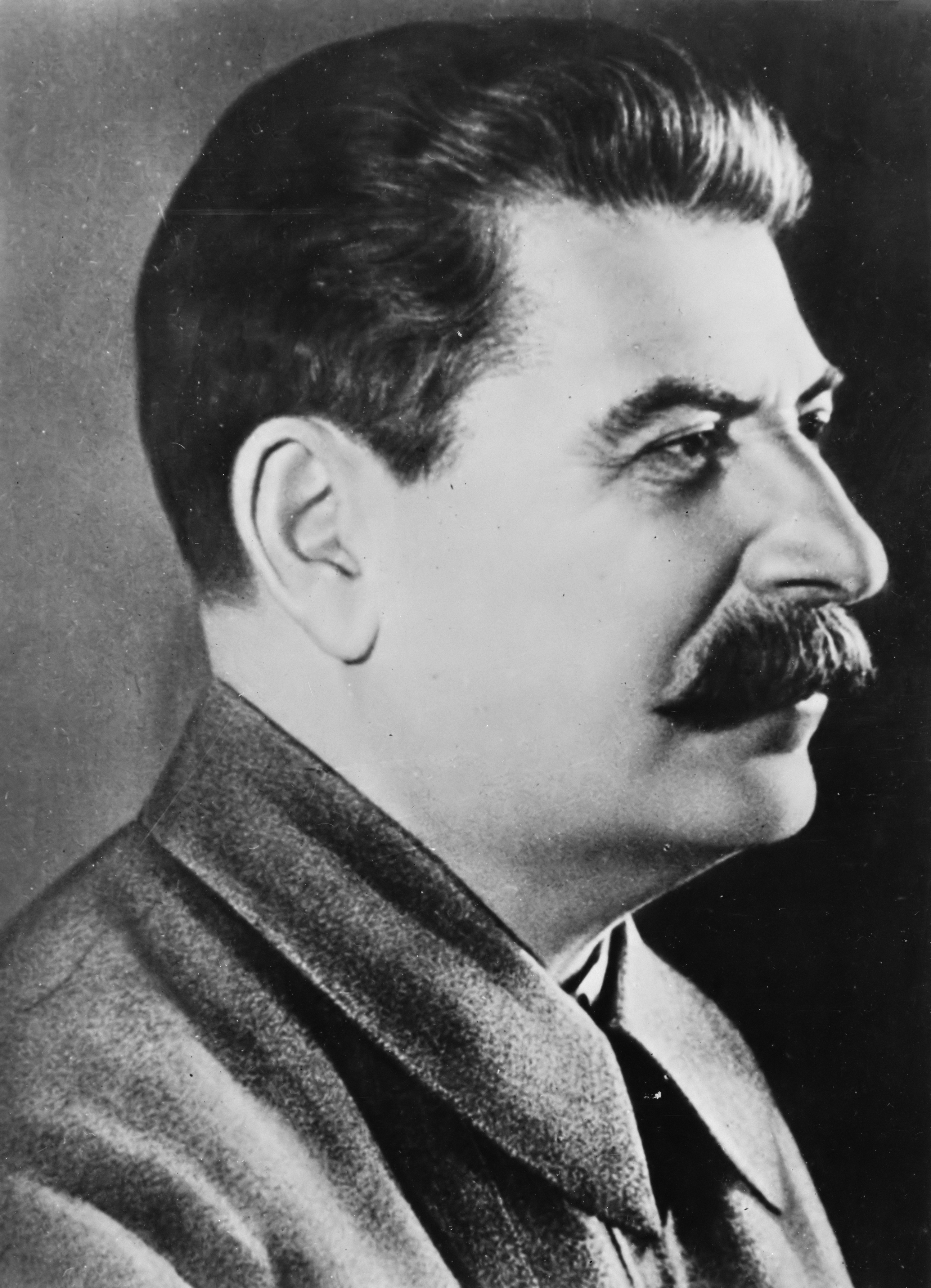
Stalin in 1942

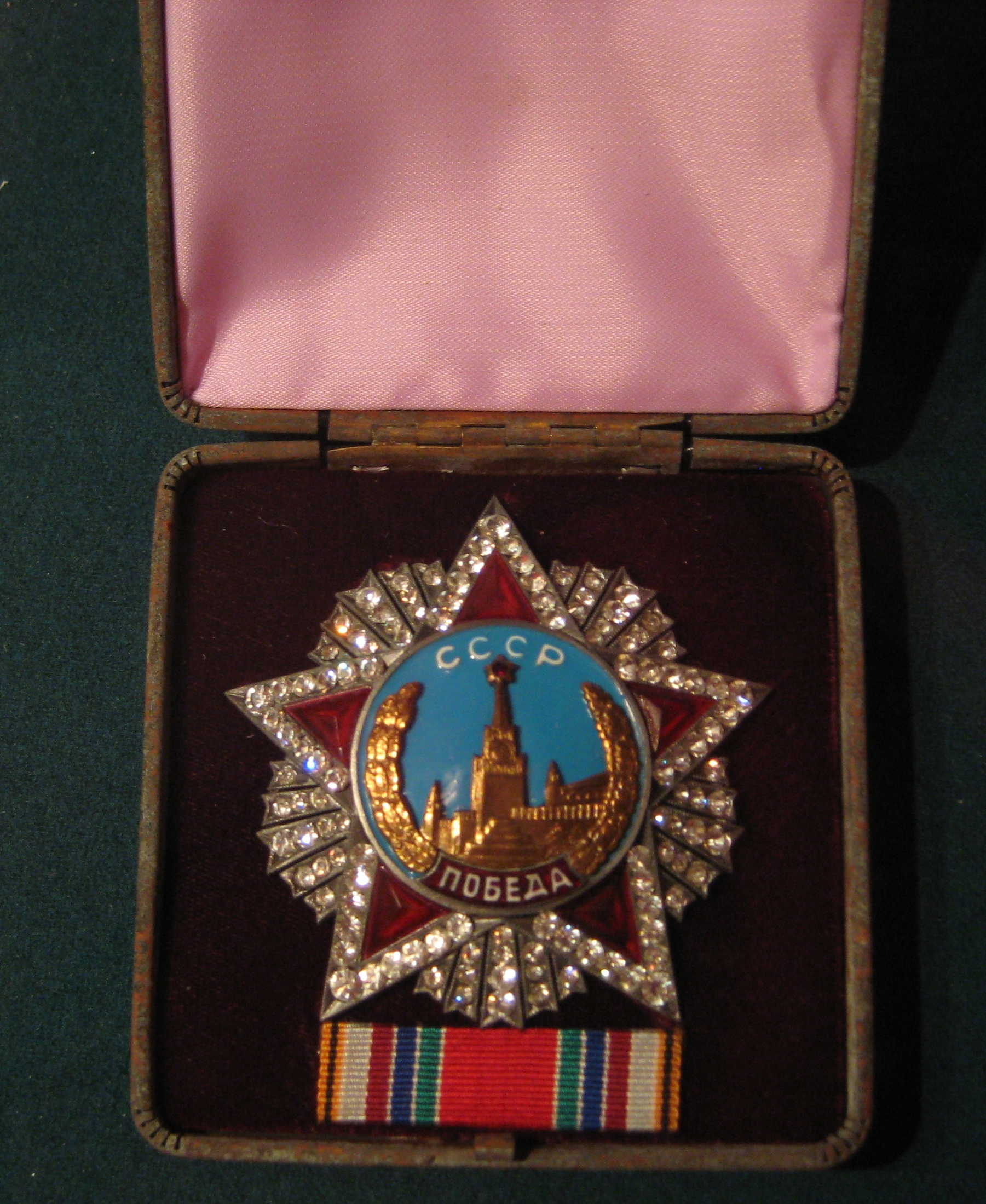
Orde van de Overwinning

Het Duitse leger werd in een tegenaanval een paar honderd kilometer teruggeslagen (de Slag om Moskou). In de zomer van 1942 volgde een nieuw Duits offensief, dat tot de benedenloop van de Wolga en Kaukasus reikte. Na de Slag om Stalingrad (die in februari 1943 eindigde) begonnen de Duitsers aan hun terugtocht en de Russen aan hun opmars. In de slag om Koersk, in juli 1943, werd een hernieuwd Duits offensief in de kiem gesmoord, waarna het Sovjetleger gestaag naar het westen oprukte. In de loop van 1944 werden de toekomstige Oostbloklanden al gedeeltelijk door het Rode Leger ingenomen. In april 1945 volgde de omsingeling van Berlijn en op 2 mei 1945 de val van die stad. Na de Duitse capitulatie (9 mei 1945) werd Stalin, de Generalissimus, bewierookt als de Grote Leider die de Grote Vaderlandse Oorlog had gewonnen.
Dit laatste is in zoverre juist, dat Stalins organisatietalent, zijn vermogen om juiste (leger)leiders te kiezen en zijn slimme politiek ten opzichte van Japan, de Verenigde Staten en Groot-Brittannië sterk aan de Sovjetoverwinning hebben bijgedragen. Ook heeft de grootscheepse inzet van de Sovjet-Unie de oorlog in West-Europa verkort en daardoor de levens van veel Amerikaanse, Canadese en Britse soldaten gespaard.
Aan de andere kant heeft Stalin voor de oorlog vele capabele officieren tijdens de grote zuivering laten ombrengen en vervangen door minder geschikte partijleden. Door zijn politiek uit de jaren dertig die grote hongersnoden heeft veroorzaakt en zuiveringen kon hij ook deze mensen niet inzetten in de oorlog.
Wat ook aan het succes van het Sovjet-leger bijdroeg was het tijdelijk verlichten van de algemene repressie: er werd weer enige godsdienstvrijheid toegestaan en een deel van de in ongenade gevallen officieren werden gerehabiliteerd en teruggehaald uit de goelags.
In 1945 en 1948 werd Stalin genomineerd voor de Nobelprijs voor de Vrede al heeft hij deze nooit gewonnen.

### Sovjetpatriottisme
Gedurende de oorlog onderging de Sovjet-Unie een nieuwe fase: Sovjetpatriottisme. Het Sovjetpatriottisme was het Groot-Russisch nationalisme in een nieuw jasje. Naast communistische legerleiders werden ook grote legerleiders uit de Russische geschiedenis vereerd en werden er films vertoond over de successen van het communisme in de USSR. Sinds 1941 begon Stalin de kerk te tolereren en begon hij haar zelfs voor propagandadoeleinden te gebruiken. Naar de kerk gaan of godsdienstig zijn betekende nu geen onvaderlandslievendheid meer, maar kon prima worden gecombineerd met patriottisme. Zowel de Russisch-orthodoxe kerk, als de islam en het boeddhisme kregen een bevoorrechte status in de USSR. Raden voor Kerkelijke Aangelegenheden en Spirituele Directoraten werden opgericht, zogenaamd om religieuze organisaties een rechtspositie te verschaffen, maar in werkelijkheid om deze te controleren en voor eigen doeleinden te kunnen gebruiken. Ook bleven de meeste kerken gesloten, vooral in gebieden die niet bezet waren geweest door de Duitsers. De Russisch-orthodoxe kerk kreeg een bevoorrechte positie ten opzichte van de andere christelijke kerken, zoals de Grieks-katholieken en de oudgelovigen, die onverminderd werden onderdrukt.
Na de oorlog begon de vervolging van intellectuelen en joden, beide onder de noemer kosmopolieten geplaatst. In het Oostblok, Centraal-Europa, en Oost-Duitsland werden stalinistische regimes geïnstalleerd. Leek het stalinisme in de jaren dertig een puur Russische aangelegenheid, na de oorlog werd het naar de satellietstaten geëxporteerd.

### De laatste jaren

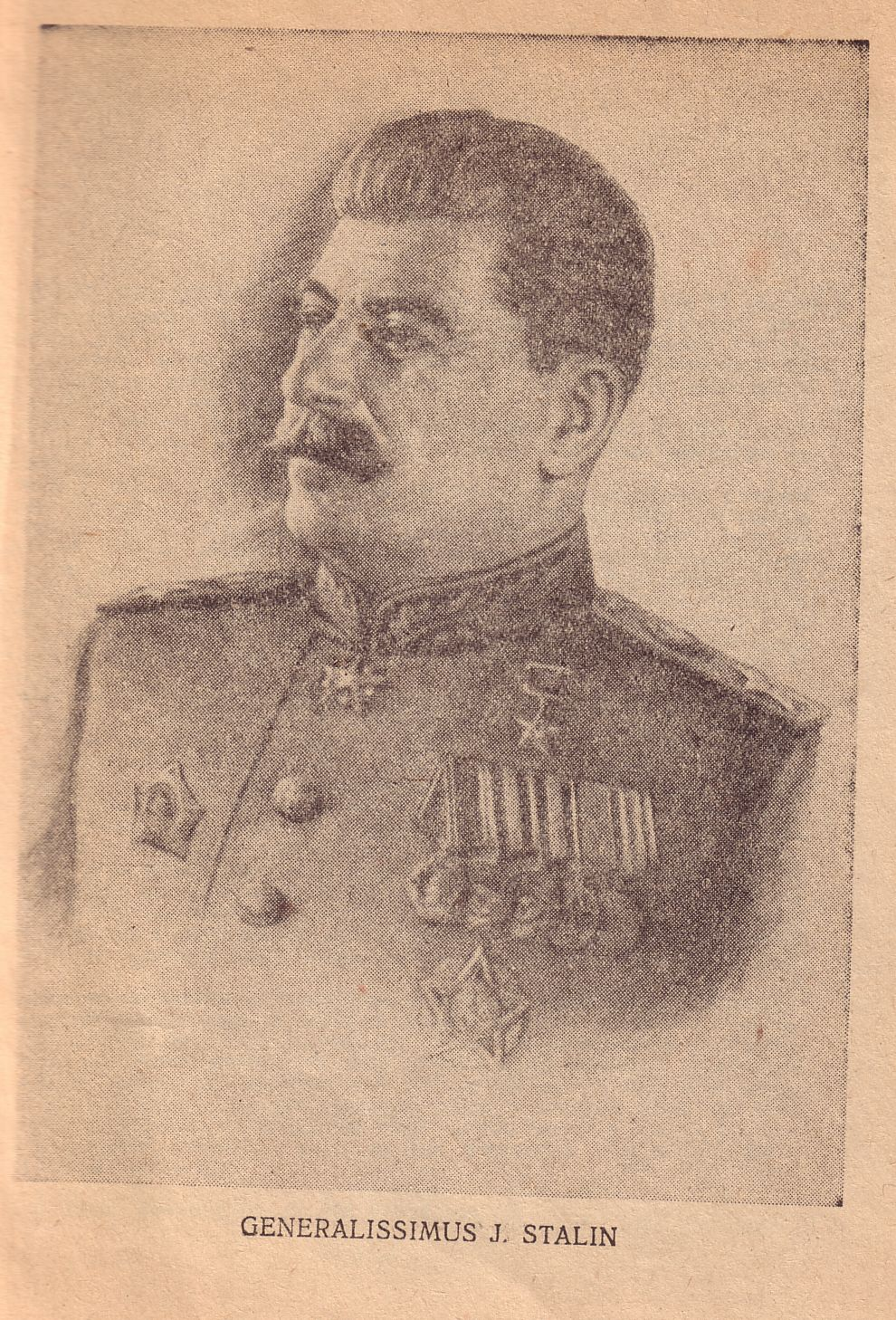
Portret van Stalin met enkele van zijn onderscheidingen

Kort na de oorlog werden de teugels in eigen land weer strak aangetrokken. De terreur keerde terug en de Sovjetkrijgsgevangenen die uit de Duitse kampen waren bevrijd, werden veroordeeld tot dwangarbeid in Siberië wegens "lafheid". Duitse en Japanse krijgsgevangenen werden overigens ook naar Siberië gestuurd, of moesten de schade van de oorlog helpen herstellen in grote projecten. De strafkampen liepen weer vol. Een van de redenen kan zijn dat Stalin zijn verwoeste land weer snel op wilde bouwen, een andere is wellicht Stalins angst dat oorlogshelden als Georgi Zjoekov populairder zouden worden dan hijzelf. Intussen gaf Stalin Beria opdracht tot het uitbreiden van het Russische atoomprogramma, wat in 1949 leidde tot de test met de eerste Russische atoombom.
In 1948 was in Tsjecho-Slowakije als laatste een communistische regering aan de macht gekomen. De geallieerden sloeg de schrik om het hart. Stalin wilde echter niets meer dan een "cordon sanitaire" van satellietstaten in het gehele Oostblok van Europa en was eerder bang dat de geallieerden zouden aanvallen nu de Sovjet-Unie verzwakt was door de oorlog. Niet voor niets weigerde hij in Griekenland te interveniëren tijdens de Griekse Burgeroorlog. Stalin tastte hoe ver hij kon gaan, maar trok zich terug toen hij op serieuze oppositie van de Verenigde Staten stuitte. In het oosten bezette hij Turkestan en Mantsjoerije dat hij op Japan had veroverd tijdens Operatie Augustusstorm, tot groot ongenoegen van Mao. Na besprekingen met de Chinese leider trok Stalin zijn troepen terug uit de gebieden en gaf deze terug aan China. In 1952 schreef hij de veel bediscussieerde Stalin-nota, waarin hij een neutraal en verenigd Duitsland voorstelde.
Vlak voor zijn overlijden trachtte Stalin de oude garde stalinisten, zoals Vjatsjeslav Molotov, Kliment Vorosjilov en Lavrenti Beria uit de weg te ruimen, doch zijn sterven op 5 maart 1953 voorkwam dat. Wel wist de Grote Baas voor zijn overlijden het politbureau uit te breiden tot een presidium waarin 25 leden zitting hadden. Wat hier precies de bedoeling van was, staat niet vast: mogelijk wilde Stalin dat het land na zijn overlijden collectief bestuurd werd door het presidium in samenwerking met de staatsorganen.

### Overlijden
Op 5 maart 1953 overleed Stalin in zijn huis in Kuntsevo (oblast Moskou, Russische SFSR). Communistische leiders begonnen zich te Kuntsevo te vestigen in de jaren 1920. Stalin gaf zijn architect, Miron Merzhanov, opdracht een datsja voor hem te bouwen op de oever van de rivier de Moskva en verhuisde daarheen in 1934. Ook andere leden van de nomenklatura hadden hun datsja's gebouwd in die omgeving. Stalin werkte veel vanuit zijn Blizjnjaja Datsja (Ближняя дача). Het geheel was zwaar beveiligd en bevatte een dubbele omheining, met gecamoufleerd 30-millimeter luchtafweergeschut en een driehonderd man tellende NKVD-troepenmacht. Stalin stierf in zijn datsja. Het is nooit duidelijk geworden onder welke omstandigheden hij is gestorven. De officiële verklaring noemde een hersenbloeding als doodsoorzaak.
Een aantal theorieën wijst er op dat Lavrenti Beria Stalin zou hebben vergiftigd. Beria zou in de gaten hebben gekregen dat Stalin hem uit de weg wilde ruimen omdat hij te machtig zou zijn geworden. Dubieus is in elk geval dat Beria ervoor zorgde dat er 24 uur lang geen arts bij Stalin mocht komen, toen hij stervend in zijn bed lag. Men verhaalt dat Stalin op weerzinwekkende wijze stervende was. Hij schreeuwde om een dokter en sloeg met zijn armen om zich heen, terwijl een deel van de partij-elite rustig rond zijn bed stond toe te kijken en niets deed.
Een ander verhaal luidt dat Stalin op een ochtend niet uit zijn kamer kwam. Het duurde uren voordat iemand de moed had ongevraagd naar binnen te gaan. Niemand mocht nachtbraker Stalin in zijn slaap storen. Daarom lag hij bijna een hele dag verlamd op het tapijt nadat hij 's nachts in zijn datsja bij Koentsevo een beroerte had gekregen.
Toen de dood van de 'Vader der Volkeren' bekend werd, gingen velen huilend de straat op. In de enorme drukte die daarop ontstond werden duizenden mensen vertrapt. Na de dood van Stalin werd er drie dagen afscheid van hem genomen. Stalin werd met grote pracht en praal bijgezet in het mausoleum van het Kremlin naast het lichaam van Lenin, de grondlegger van het Russische communisme.
Tijdens het twintigste partijcongres, drie jaar later, hekelde partijleider Nikita Chroesjtsjov Stalins persoon en optreden in het openbaar. Dit leidde de periode van destalinisatie in. Stalins stoffelijke resten werden in 1961 gecremeerd en de urn met zijn as werd bijgezet op een bescheiden plaatsje aan de muur van het Kremlin, waar nog meer beroemdheden lagen.

## In de kunst

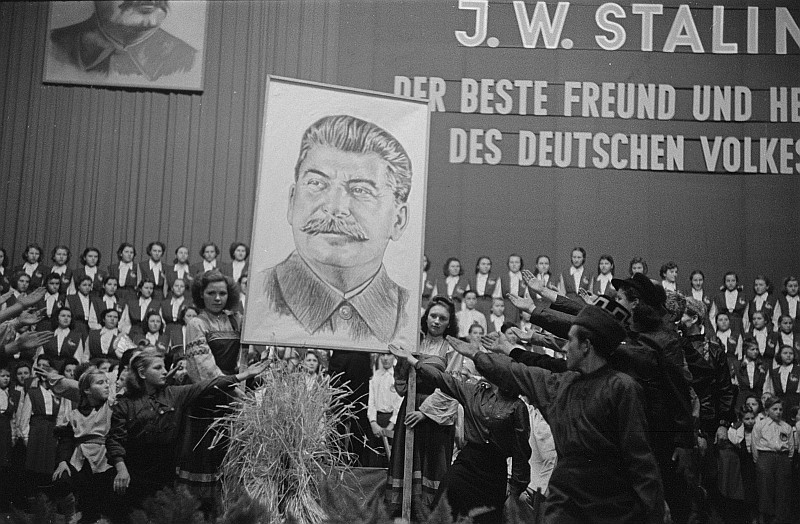
Persoonsverheerlijking in de DDR

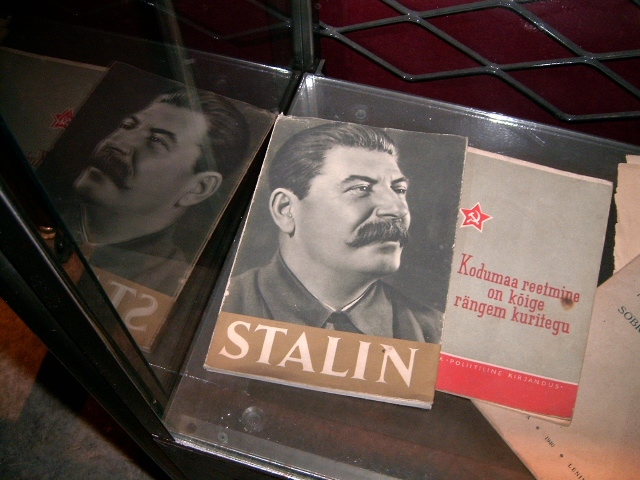
Boeken over Stalin

In eigen land werd Stalin als een heel belangrijk persoon vereerd.
Stalins naam werd genoemd in het toenmalige volkslied van de Sovjet-Unie:
Door de stormen scheen de zon van de vrijheid voor ons
En de grote Lenin heeft ons pad verlicht,
Stalin heeft ons opgevoed, tot vreugde van het volk
Ons geïnspireerd tot arbeid en weldaden.
Op afbeeldingen van Stalin wordt de indruk gewekt dat hij een goed gebouwde, forse, niet onknappe man was. Feitelijk was Stalin een kleine (ongeveer 1 meter 65), enigszins gezette man. Een pokkeninfectie uit zijn jeugd had ontsierende littekens op zijn gezicht achtergelaten. Stalins kleine postuur werd echter zo goed en zo kwaad als het kon verdoezeld en de pokputjes werden op foto's weggeretoucheerd.
Een andere kant van Stalin werd getoond in het gedicht "De heerser" van Osip Mandelstam. In dit gedicht werd Stalin omgeschreven als "Kremlinbewoner uit de bergen, de wurger en boerendoder // zijn dikke vingers vet als wormen // en zijn woorden onwrikbaar als loden gewrichten // zijn kakkerlakkensnor lacht etc". Hoewel Stalin niet bij naam werd genoemd was het duidelijk dat het over hem ging. Stalin vatte het dan ook op als een belediging en liet Mandelstam oppakken. 

## Andere namen van Stalin
De man die over het algemeen bekend was onder de naam Jozef Stalin, had nog talloze andere pseudoniemen en bijnamen, onder welke men hem ook kan tegenkomen. De meeste van deze bijnamen kreeg Stalin tijdens de Russische burgeroorlog. De zestien bekende bijnamen van Iosif Vissarionovitsj Dzjoegasjvili waren: Josef Besosjvili, Besov, Tsjizjnikov, Ivanov, A. Ivanovitsj, David K. Kato, Koba (de bijnaam gebruikt door Lenin), G. Nizjeradze, Ryaboi Soselo, Soso, Oranness, Vartanovitsj, Totomyans, Vasili, Stalin en J.V. Stalin. Naast deze namen die in de Moskouse Centrale Index waren opgenomen, waren er waarschijnlijk nog meer, die echter niet meer te achterhalen zijn.
Het door de Joods-Oostenrijkse psycholoog, psychiater, natuurwetenschapper en marxist Wilhelm Reich ontwikkelde "Modju"-concept (voor dragers van de "emotionele Pest") was een samentrekking van MOcenigo, die als doge de Italiaanse filosoof Giordano Bruno bij de inquisitie aangaf, en DJUgashvili (Dzjoegasjvili), de oorspronkelijke achternaam van Stalin.

## Stalinistische score
Het begrip stalinistische score verwijst naar Stalin. Hieronder verstaat men een uitermate hoog percentage van stemmen bij de verkiezing van een politicus of partijvoorzitter of bij de goedkeuring van een regeringsdeelname. Het verwijst naar de schijnverkiezing, het onder Stalin voorkomende gebruik om quasi unaniem te stemmen gekoppeld aan een langdurig werkende applausmachine.